# 台北国際商業銀行
台北国際商業銀行（たいぺいこくさいしょうぎょうぎんこう）は台湾台北市にかつて存在した商業銀行である。1948年創立の「台北区合会儲蓄公司」が前身で、1978年に「台北区中小企業銀行」へ商号変更を行い、更に1998年5月14日には「台北国際商業銀行」として再変更した。
支店の殆どが台北市・台北県に集中しており、中小・零細企業を中心に融資を行っていた（その他の地域には、高雄分行（高雄市）や台中分行（台中市）などの基幹店が他にも台南市・基隆市・新竹市・新竹県竹北市・彰化県員林鎮に各1店舗ずつ設置され、桃園県に5店舗を、宜蘭県に2店舗をそれぞれ有していた）。
2005年12月26日に建華金控に経営統合を行い、2006年11月13日に当フィナンシャルグループの子会社である建華銀行へ合併・消滅した。